# Eustreptospondylus oxoniensis
Eustreptospondylus oxoniensis és una espècie de dinosaure megalosàurid que va viure al Juràssic mitjà, al Cal·lovià, fa entre 165 i 161 milions d'anys. Les seves restes fòssils s'han trobat al sud d'Anglaterra.